# Marina Horka
Marina Horka (en biélorusse : Мар’іна Горка ; en łacinka : Mar'ina Horka) ou Marina Gorka (en russe : Марьина Горка ; en polonais : Marina Horka) est une ville de la voblast de Minsk, en Biélorussie. Sa population s'élevait à 21 296 habitants en 2014.

## Géographie
Marina Horka est située au centre de la Biélorussie, à 59 km au sud-ouest de Minsk.

## Histoire
La première mention de Marina Hortka remonte au XVIe siècle. La localité a successivement été la possession des Radziwill, Boujinski, Ratynski, Krupski, etc. À la suite de la deuxième partition de la Pologne, Marina Horka passa sous la souveraineté de l'Empire russe et fut rattachée au gouvernement de Minsk. Boniface Krupski, propriétaire de la localité, fut un des organisateurs de l'insurrection polonaise de 1861-1864. Ses biens furent saisis. Le 17 juin 1924, Marina Horka devint un centre administratif de raïon de la république socialiste soviétique de Biélorussie, puis fut élevé au statut de commune urbaine le 27 septembre 1938. Pendant la Seconde Guerre mondiale, elle fut occupée par l'Allemagne nazie du 28 juin 1941 au 3 juillet 1944.
En 1939 population juive comptait 786 personnes (12 % de la population totale). Les Juifs de la ville sont assassinés en septembre 1941 par les Allemands.
Marina Horka accéda au statut de ville le 22 juillet 1955.

## Population
Recensements (*) ou estimations de la population :
| 1897* | 1939* | 1959* | 1970*  | 1979*  | 1989*  |
| ----- | ----- | ----- | ------ | ------ | ------ |
| 108   | 6 500 | 9 254 | 11 297 | 15 156 | 18 866 |

| 1999*  | 2009*  | 2011   | 2012   | 2013   | 2014   |
| ------ | ------ | ------ | ------ | ------ | ------ |
| 23 900 | 21 446 | 21 285 | 21 233 | 21 107 | 21 296 |

## Jumelage
La ville est jumelée à :
- Dmitrov (Russie)
- Barychivka (Ukraine)
- Świebodzice (Pologne)